# Monte Titano
El monte Titano (en romañol: Mont Titén) es la montaña más alta de la República de San Marino, en los Apeninos. Se eleva 739 metros sobre el nivel del mar y se encuentra inmediatamente al este de la capital de este micro-Estado: Ciudad de San Marino. Siendo el principal relieve de la República, a causa de su gran extensión su nombre se utiliza a menudo para referirse a la misma República. Según la leyenda, San Marino fundó un pueblo en la montaña caliza. La montaña tiene tres picos; en cada uno de ellos hay una torre, son las tres torres de San Marino o los tres castillos o rocche: la primera se llama Rocca o Guaita, la segunda Cesta o Fratta y la tercera se llama Montale. A los pies del monte se extiende la ciudad de San Marino y Borgo Maggiore. 

## Descripción
El monte Titano se presenta como un áspero espolón calcáreo, situado más cerca del mar respecto a la cadena de los Apeninos, que emerge por 200 metros de altura sobre una base de arcilla situada a 500 metros sobre el nivel del mar. En línea recta dista solamente 13 kilómetros del mar Adriático.

## Geología
En la era terciaria donde ahora se encuentra la República existía un mar. Violentos terremotos provocaron grandes levantamientos de la superficie terrestre, a causa de uno de estos fenómenos, una masa rocosa que dista cerca de 80 kilómetros del actual Monte, fue levantada y lentamente se deslizó hacia el mar Adriático. Esta masa rocosa dio origen a varios montes entre los cuales están el Fumaiolo y el monte Titano. Según los expertos, el Titano está sujeto a un irregular levantamiento bradisísmico que hace que se extraplomen los edificios en la zona de la Ciudad de San Marino.

## Hallazgos fósiles
Los fósiles de vertebrados que se encuentran en las laderas del monte Titano son por lo general de peces por haber sido esta zona en el pasado un mar. Los fósiles recuperados son en su mayoría diente, sobre todo de escualos. El hallazgo fósil más importante es el de una ballena, que ahora se encuentra conservada en el museo cívico arqueológico de Bolonia. 

## Hidrografía
En el monte nacen algunos torrentes, entre los cuales está el San Marino que se une con el río Marecchia en la localidad de Torello y desemboca en el mar Adriático a 23 kilómetros de distancia, nacen el Cando que se une al Marano y desemboca también en el Adriático entre Rímini y Riccione y el Ausa que desemboca por Rímini en el Adriático.

## Vegetación
Sobre el monte se pueden encontrar castaños, marojos, laburnos, cipreses, abetos blancos y algunos arbustos como la ginesta, el rusco y los espárragos típicos de las zonas más áridas, como el territorio bajo las tres torres.
Sobre las rocas del monte Titano está presente además la Ephedra nebrodensis, planta típica de Sicilia y Cerdeña. 

## Fauna
La fauna silvestre está representada por todas las clases de vertebrado y, dadas las características montanas del territorio, los pájaros y los mamíferos son los animales más difundidos.
Entre ellos se pueden encontrar cernícalos, lechuzas, mochuelos, cárabos, urracas y ratoneros por lo que se refiere a las aves, y corzos, jabalíes, gamos, comadrejas, garduñas, puercoespines crestados, liebres, turones, erizos, tejones y zorros.

## Primera ascensión
Según la leyenda, Marino, cantero de Arbe (Dalmacia), llegado de Rimini, se refugió en el monte Titano para huir de las persecuciones anticristianas y allí fundó una comunidad religiosa. En el arte el santo siempre es representado con el monte Titano entre las manos.

## Patrimonio de la Humanidad
A partir de 2008 el monte Titano está inscrito por la Unesco entre los lugares Patrimonio de la Humanidad, junto con el centro histórico de San Marino. El motivo dado por el comité habla de «testimonio de la continuidad de una república libre desde la Edad Media». En particular se han inscrito en el patrimonio: torres, muros, puertas y bastiones, la basílica de San Marino del siglo XIX, algunos conventos de los siglos XIV y XVI, el Teatro Titano del XVIII y el Ayuntamiento del siglo XIX.